# 第1海兵遠征軍 (アメリカ軍)
第1海兵遠征軍（I Marine Expeditionary Force: I MEF）は、アメリカ海兵隊の海兵遠征軍のひとつ。司令部はカリフォルニア州、キャンプ・ペンドルトン海兵隊基地にあり、アメリカ太平洋海兵隊（MarForPac）の指揮下にある。

## 概要
第1海兵遠征軍は、アメリカ太平洋海兵隊隷下にある2つの海兵遠征軍のうちのひとつであり、第3艦隊と協同して、太平洋の東半分において地上に展開した海兵隊部隊を管轄する。なお、西半分については、第7艦隊と協同する第3海兵遠征軍が管轄することとなっている。
本部隊は1969年11月8日、アメリカ合衆国による沖縄統治下の沖縄本島で創設された。1970年8月18日、第1海兵水陸両用軍（Marine Amphibious Force, I MAF）と改名され、翌1971年4月、司令部はカリフォルニア州、キャンプ・ペンドルトンに移転した。1988年2月5日、部隊名は再び第1海兵遠征軍に戻された。
地上部隊として第1海兵師団、航空部隊として第3海兵航空団、後方支援部隊としてen:第1海兵兵站群などが加わって編成されている。また隷下には、第1海兵遠征旅団および10番台の海兵隊遠征隊が編組されている。

## 編制

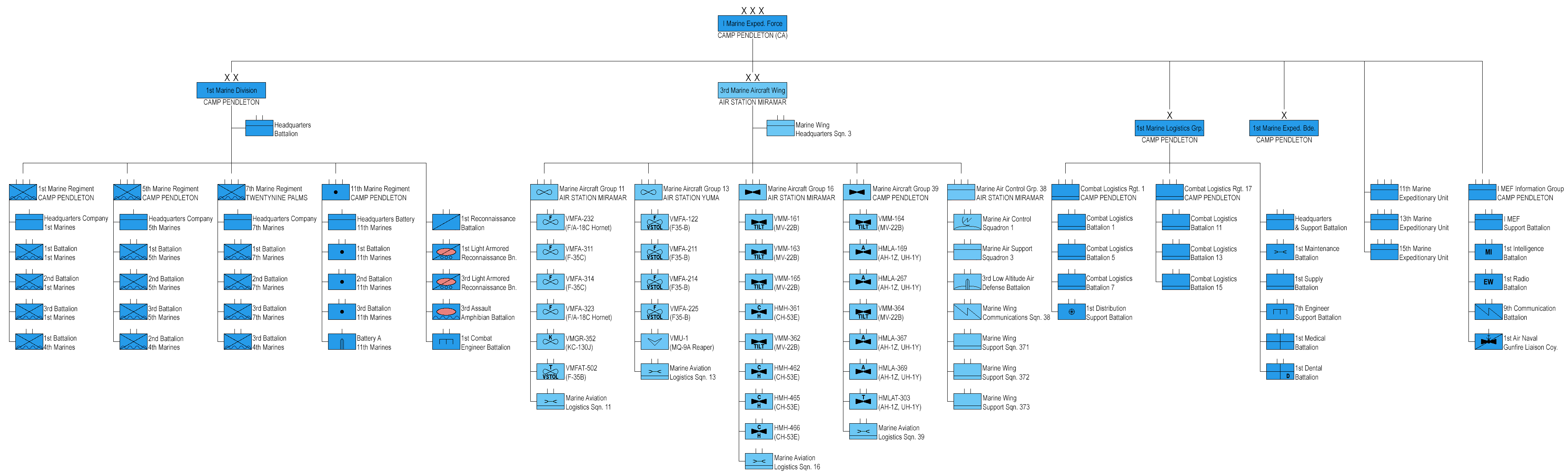
第1海兵遠征軍の組織図

- 地上戦部隊 - 第1海兵師団
- 航空戦部隊 - 第3海兵航空団
- 兵站戦部隊 - en:第1海兵兵站群
- 指揮部隊 - 第1海兵遠征軍司令部群
  - 第1海兵遠征軍司令部幕僚
  - 第1情報大隊
  - 第9通信大隊
  - 第1無線大隊
  - 第1海空射撃連絡中隊
- 第1海兵遠征旅団（英語版）
- 第11海兵隊遠征隊（英語版）
- 第13海兵隊遠征隊（英語版）
- 第15海兵隊遠征隊（英語版）